# Richard Codey

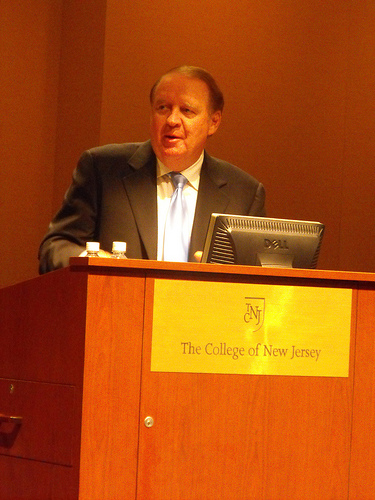
Richard Codey (2008)

Richard James Codey (* 27. November 1946 in Orange, New Jersey) ist ein US-amerikanischer Politiker (Demokratische Partei) und ehemaliger Gouverneur des Bundesstaates New Jersey.
Codey graduierte als Bachelor an der Fairleigh Dickinson University. 1973 wurde er in die General Assembly, das Unterhaus der Staatslegislative von New Jersey, gewählt, deren Mitglied er bis 1981 war. Danach wechselte er in den Senat des Staates. Der ehemalige Lehrer, der nun als Versicherer arbeitet, war dort unter anderem Assistant Minority Leader, zwischen 1998 und 2001 sogar Minority Leader (Oppositionsführer).
Am 12. Januar 2002 übernahm Codey die Funktion des Senatspräsidenten und damit gleichzeitig das Amt des kommissarischen Gouverneurs. Dies war in dem im Jahr zuvor erfolgten Rücktritt von Gouverneurin Christine Todd Whitman begründet. Ihr war mit Donald DiFrancesco der zu diesem Zeitpunkt amtierende Präsident des Senats gefolgt. Als seine Amtszeit auslief und noch eine Woche zu überbrücken war, bis mit James McGreevey der gewählte Nachfolger den Posten übernahm, einigten sich die beiden gleich starken Fraktionen darauf, die verbleibenden Tage unter sich aufzuteilen. Der Republikaner John Bennett amtierte vom 8. bis zum 12. Januar, Codey dann bis zum 15. Januar.
Richard Codey kehrte danach in den Senat zurück, musste aber als Präsident dieses Gremiums am 15. November 2004 erneut das Amt des kommissarischen Gouverneurs übernehmen, nachdem auch James McGreevey zurückgetreten war. Diesmal übte er diesen Posten bis zum 17. Januar 2006 aus. Eine zunächst erwogene Kandidatur bei der folgenden Wahl, verwarf er zugunsten von US-Senator Jon Corzine, der für die Demokraten antrat und dann auch siegreich war.
In der Folge wurde beschlossen, das bis dahin nicht bestehende Amt des Vizegouverneurs für den Fall zu schaffen, dass der Gouverneur zurücktritt, verstirbt oder aus anderen Gründen seinen Aufgaben nicht nachkommen kann. Noch vor Einrichtung dieser Position musste Richard Codey jedoch zum dritten Mal als Senatspräsident das Amt des kommissarischen Gouverneurs übernehmen, als Jon Corzine am 12. April 2007 einen schweren Autounfall erlitt und sich für einige Zeit in kritischem Zustand befand. Nach Corzines Genesung konnte Codey das Amt am 7. Mai 2007 wieder an ihn übergeben.